# 南非国家象征
1910年南非统一以来，历经南非联邦和南非共和国，使用过一系列标识作为国家象征，包括：国旗、国徽、国歌和官方印章，以及花卉、鸟类、动物和其他符号。

## 国旗

1994年起采用的南非國旗

- 联邦国旗（英语：Flag of South Africa (1928–1994)）：南非政府颁布《1927年联邦旗帜和国籍法令》，1928年启用“南非联邦国旗”；随之1961年更名为“南非共和国国旗”[1]，并一直使用到1994年。
- 南非国旗：1994年启用现行的南非国旗。

### 商船旗
- 红船旗绘有盾形纹章：1910年经英国海军部批准，供南非注册的商船使用，同时也是一面非正式的“国旗”。[2] 1960年开始，红船旗正式停止使用，并以南非国旗作为商船旗帜。[3]

### 政府船旗
- 蓝船旗绘有盾形纹章：1910年经英国海军部批准，供南非的政府船只使用，随之被南非国旗取代为政府船旗帜。[2]

### 国家元首旗
- 联合杰克中央有一块圆形白地绘制国徽，国徽围绕金合欢枝：1931年以前南非总督使用的旗帜。[2]
- 南非总督旗：蓝色底色，中央绘有皇家纹章，两条绶带使用英语和南非荷兰语书写国家名称，使用于1931年至1961年。[2]
- 第一面南非国家总统旗：蓝色底色，中央绘有南非国徽，国徽上方是“SP”（国家总统（英语：State President of South Africa））的缩写，使用于1961年至1984年。[2]
- 第二面南非国家总统旗：白色等腰三角形从旗杆延伸到旗扬，将旗侧分为上下两个直角三角形，上方为橘色，下方为蓝色；白地内绘有南非国徽，国徽上方是“SP”（国家总统）的缩写，使用于1984年至1994年。[2]

## 国徽
- 1910年启用南非国徽（英语：Coat of arms of South Africa (1910–2000)）：1910年英国国王乔治五世授予纹章，使用至2000年。[2]
- 2000年启用南非国徽：2000年由姆贝基政府通过采用，取代1910年采用的旧国徽。[4]

## 国歌
- 《天佑吾王》：1910年至1957年采用的南非国歌。
- 《南非的呼唤》：1938年至1957年与《天佑吾王》共同作为国歌，并于1957年至1994年作为唯一的国歌；随之1994年至1997年与《天佑非洲》共同作为国歌，其部分内容被纳入现行的南非国歌。
- 《天佑非洲》：1994至1997年与《南非的呼唤》共同作为国歌，其部分内容被纳入现行的南非国歌。
- 《南非國歌》：《南非的呼唤》和《天佑非洲》的修改版，将部分歌词合并为一首国歌，自1997年初开始使用。[5]

## 官方印章
- 联邦大印章：1910年英国国王乔治五世授权使用，直至1937年为止，南非总督签署的国家文件上使用这个印鉴。[2]
- 联邦皇家大印章：根据《1934年皇家行政职能和印章法令》授权使用，直至1961年为止，君主在南非政府建议下签署的国家文件上使用这个印鉴。[6]
- 皇家印章：根据《1934年皇家行政职能和印章法令》授权使用，直至1961年为止，君主在南非政府建议下签署的国家文件上使用这个印鉴。[6]
- 总督印章：1937年英国国王乔治六世授权使用，直至1961年为止，南非总督签署的国家文件上使用这个印鉴。[7]
- 共和国印章：《1961年南非共和国宪法法令》授权使用，用于南非国家总统（英语：State President of South Africa）（自1994年起为南非总统）签署的国家文件。[8] 自1997年开始，南非宪法不再要求加盖印鉴[9]，但其仍在继续使用。

## 其他
- 国花：帝王花
- 国树：黃木（英语：Real yellowwood）
- 国兽：跳羚
- 国鱼：雙帆魚
- 国鸟：藍鶴